# 17 رجب
- السبت
- الأحد
- الاثنين
- الثلاثاء
- الأربعاء
- الخميس
- الجمعة

- 2920 ديسمبر 2025
- 121 ديسمبر 2025
- 222 ديسمبر 2025
- 323 ديسمبر 2025
- 424 ديسمبر 2025
- 525 ديسمبر 2025
- 626 ديسمبر 2025
- 727 ديسمبر 2025
- 828 ديسمبر 2025
- 929 ديسمبر 2025
- 1030 ديسمبر 2025
- 1131 ديسمبر 2025
- 121 يناير 2026
- 132 يناير 2026
- 143 يناير 2026
- 154 يناير 2026
- 165 يناير 2026
- 176 يناير 2026
- 187 يناير 2026
- 198 يناير 2026
- 209 يناير 2026
- 2110 يناير 2026
- 2211 يناير 2026
- 2312 يناير 2026
- 2413 يناير 2026
- 2514 يناير 2026
- 2615 يناير 2026
- 2716 يناير 2026
- 2817 يناير 2026
- 2918 يناير 2026
- 3019 يناير 2026
- 120 يناير 2026
- 221 يناير 2026
- 322 يناير 2026
- 423 يناير 2026

17 رجب أو 17 رجب الفرد أو 17 رجب المُرجَّب أو يوم 17 \ 7 (اليوم السابع عشر من الشهر السابع) هو اليوم الرابع والتسعون بعد المائة (194) من أيَّام السنة (أو الخامس والتسعون بعد المائة لو كان شهر جمادى الآخرة مُتممًا لليوم الثلاثين أو السادس والتسعون بعد المائة لو أتم كلًا من صفر وربيع الآخر وجمادى الآخرة ثلاثين يومًا) وفق التقويم الهجري القمري (العربي). يبقى بعده 160 أو 161 يومًا لانتهاء السنة.

## أحداث
- 924 هـ - السلطان العثماني سليم الأول يعود إلى إسطنبول بعد حملته العسكرية التي استمرت سنتين وشهرين فتح خلالهما مصر والشام والحجاز، وتعدّ هذه الحملة هي أطول حملة في التاريخ العثماني.
- 1256 هـ - الجيش العثماني يلتقي مع أساطيل بريطانيا والنمسا على سواحل بيروت، ويتمكنون من هزيمة قائد الجيش المصري إبراهيم باشا، بعد إقرار الدول الأوروبية لمعاهدة لندن، والتي تنص على إخلاء والي مصر محمد علي باشا لبلاد الشام.
- 1340 هـ -
  - إعلان استقلال مصر بموجب تصريح 28 فبراير الصادر من طرف بريطانيا.
  - فؤاد الأول بن الخديوي إسماعيل يعلن تغيير نظام الحكم من سلطنة إلى مملكة ويغير لقبه من السلطان فؤاد إلى الملك فؤاد الأول.
- 1380 هـ - انعقاد مؤتمر الدار البيضاء بين أقطاب أفريقيا جمال عبد الناصر ومحمد الخامس وكوامي نكروما وجومو كينياتا.
- 1382 هـ - تأسيس بنك الجزائر ليكون المصرف المركزي للجزائر.
- 1387 هـ - نجاح القوات البحرية المصرية في إغراق المدمرة الإسرائيلية إيلات الأمر الذي أدى إلى ارتفاع الروح المعنوية واسترداد الثقة في النفس وإمكان تحقيق النصر.
- 1392هـ - مشاركة السعودية في الألعاب الأولمبية الصيفية لأول مرة، وقد أقيمت في ميونخ في ألمانيا الغربية.
- 1404 هـ - شرطية بريطانية تلقى مصرعها بعد إطلاق نار من مبنى السفارة الليبية في لندن.
- 1414 هـ - إقامة علاقات دبلوماسية بين إسرائيل والفاتيكان.
- 1418 هـ - وقوع ما عرف باسم مذبحة الأقصر عندما هاجم ستة رجال متنكرين في زي رجال أمن مجموعة من السياح وهم مسلحين بأسلحة نارية وسكاكين وقتلوا 58 سائحًا، واستقال على إثر هذا الهجوم وزير الداخلية اللواء حسن الألفي.
- 1424 هـ - مجموعة من المسلحين الشيشان يحتجزون نحو 800 رهينة، بينهم أجانب في مسرح بموسكو، مهددين بتفجير المبنى إن لم تُنهِ روسيا الحرب في الشيشان، وتسحب قواتها من الأراضي الشيشانية. وانتهت العملية باقتحام القوات الروسية للمسرح ومصرع 119 من الرهائن، بينهم 117 بسبب استنشاقهم غازًا استخدم خلال الاقتحام.
- 1425 هـ -
  - الإفراج عن أنور إبراهيم نائب الرئيس الماليزي السابق بعد أن نقضت المحكمة العليا بماليزيا حكم الإدانة الصادر بحقه. وقد قضى أنور إبراهيم 6 سنوات في السجن بتهمة الفساد.
  - متمردون شيشان يحتجزون أكثر من 1200 طالب داخل مدرسة في بيسلان بروسيا.
- 1426 هـ - إخلاء مستوطنة نتساريم آخر المستوطنات اليهودية في قطاع غزة بعد حوالي 4 عقود من الاحتلال الإسرائيلي. وكانت هذه المستوطنة تقسم قطاع غزة إلى جزأين.
- 1428 هـ - مجلس الأمن التابع للأمم المتحدة يوافق على إرسال قوة مختلطة لحفظ السلام إلى دارفور لحل النزاع القائم.
- 1439 هـ - الهيئة الوطنية للانتخابات المصريَّة تُعلن فوز الرئيس عبد الفتَّاح السيسي بِانتخابات الرئاسة بعد أن حصد ما يقرب من 97.08% من إجمالي الأصوات الصحيحة، مُقابل 2.92% لِمُنافسه موسى مصطفى موسى.
- 1440 هـ -
  - فيضاناتٌ هائلة جرَّاء الأمطار الغزيرة، تجتاح عدَّة مُحافظات إيرانيَّة وتودي بحياة حوالي 44 شخصًا.
  - قوات سوريا الديمقراطية تسيطر على قرية الباغوز آخر معقل لتنظيم الدولة الإسلامية (داعش).

## مواليد
- 703 هـ - ابن بطوطة، جغرافي ورحالة مسلم.
- 1246 هـ - الخديوي إسماعيل، خامس حكام مصر من الأسرة العلوية.
- 1339 هـ - عبد السلام عارف، رئيس العراق.
- 1341 هـ - محمد الموجي، ملحن مصري.
- 1351 هـ - أحمد بهجت، كاتب مصري.
- 1374 هـ - يسرا، ممثلة مصرية.
- 1381 هـ - إلهام علييف، رئيس أذربيجان.
- 1382 هـ - تحية الأنصاري، ممثلة مصرية.
- 1398 هـ -
  - إيشة فارلير، ممثلة تركية.
  - ندين تحسين بك، ممثلة سورية.

## وفيات
- 202 هـ -أحمد بن موسى الكاظم،الولد موسى الكاظم.
- 555 هـ - الفائز بدين الله، الخليفة الفاطمي الثالث عشر.
- 1076 هـ - شاه جهان، سلطان الهند وباني الضريح الشهير تاج محل.
- 1372 هـ - محمد كرد علي، أول وزير للمعارف والتربية في سوريا ورئيس لمجمع اللغة العربية في دمشق.
- 1425 هـ -
  - مبارك فالح راعي الفحماء، نائب في مجلس الأمة الكويتي.
  - أحمد كفتارو، مفتي سوريا.
- 1430 هـ - مهدي آذر اليزدي، كاتب قصصي وشاعر إيراني.
- 1431 هـ - محمد عفيفي مطر، شاعر مصري.
- 1439 هـ - أحمد خالد توفيق، كاتب وطبيب مصري.

## وصلات خارجية
- موقع قصة الإسلام: حدث في شهر رجب.